# Avión cohete

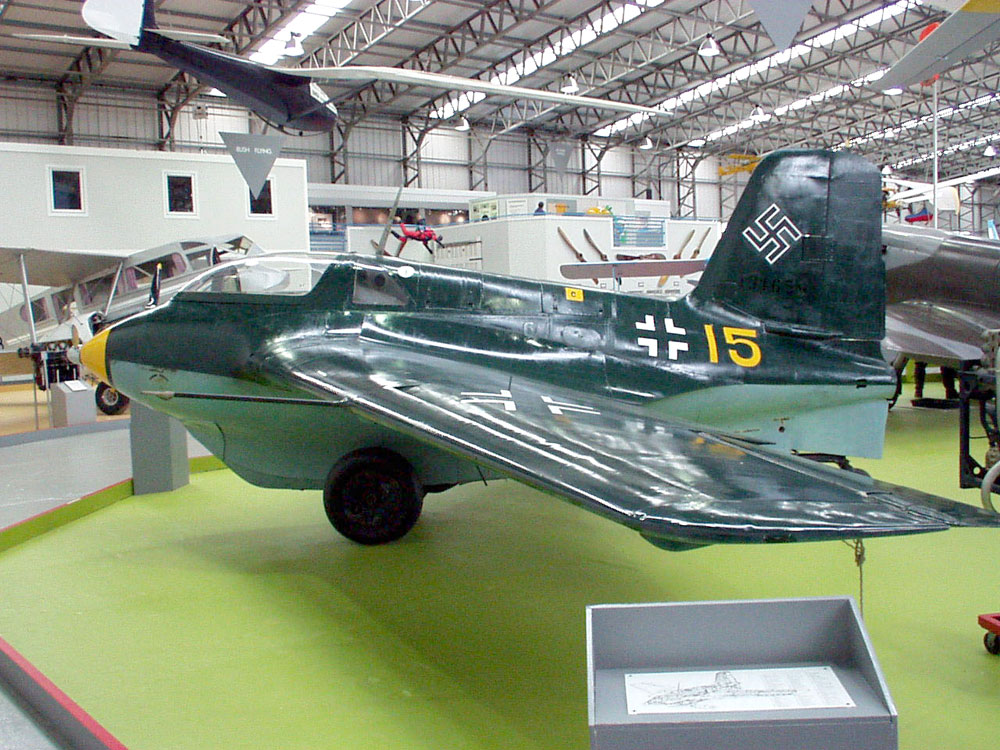
Messerschmitt Me 163 Komet, el único caza propulsado por cohete operacional.

Un avión cohete o aeronave propulsada por cohete es una aeronave que usa un motor de cohete para propulsión, algunas veces con motores de reacción adicionales. Los aviones cohete pueden alcanzar velocidades más altas que aeronaves a reacción de tamaño similar, pero normalmente durante como máximo unos minutos de funcionamiento eléctrico, siguiendo un vuelo de planeo. Sin obstáculos por la necesidad de oxígeno de la atmósfera, son compatibles para vuelo de gran altitud. También son capaces de dar mucho más aceleración y despegues más cortos. Muchos aviones cohete pueden ser lanzados desde aviones de transporte, debido a que el despegue desde tierra pueda dejarlos con tiempo insufuciente para alcanzar grandes altitudes.
Los cohetes han sido usados simplemente para asistir la propulsión principal en la forma de despegue asistido por jet (JATO), también conocido como despegue asistido por cohete (RATO o RATOG). No todos los aviones cohete hacen el despegue convencional como las aeronaves "normales". Algunos tipos han sido lanzados desde el aire desde otro avión, mientras que otros tipos han despegado verticalmente – nariz en el aire y cola en el suelo ("tail-sitters").
Debido al uso de propulsores pesados y otras dificultades prácticas de operar cohetes, la mayoría de aviones cohete han sido construidos para uso experimental o de investigación, como cazas interceptores y aeronaves espaciales.

## Antecedentes históricos
La primera aeronave que funcionaba con un cohete fue la Lippisch Ente, que voló en 1928. El único avión cohete que fue producido en cadena fue el Messerschmitt Me-163 en 1944, uno de los diferentes intentos de avión cohete de Alemania de la Segunda Guerra Mundial.
El primer avión cohete que tuvo realmente éxito fue el North American X-15, que se usó durante varios años y consiguió romper la velocidad Mach 6.0.
El desarrollo del SpaceShipOne, que voló en 2003, y EZ-Rocket de XCOR Aerospace, sugiere que los aviones cohete pueden convertirse en más comunes.